# Hoffhorus cinereus
Hoffhorus cinereus es una especie de arácnido del orden Pseudoscorpionida de la familia Olpiidae.

## Distribución geográfica
Se encuentra en Trinidad y Tobago.